# لوسینو-پتروفسکیی
شهر لوسینو-پتروفسکی (به روسی: Лосино-Петровский) در کشور روسیه و در اوبلاست مسکو واقع شده‌است.